# MAXI (Experiment de l'ISS)
El Monitor of All-sky X-ray Image (MAXI) és una càmera de raigs X a bord de l'Estació Espacial Internacional. El dispositiu és part de la Japanese Experiment Module.
MAXI fa un estudi del cel complet cada 96 minuts a la recerca de variacions en fonts de raigs X.